# Amdermika
Amdermika (Russisch: Амдерминка) of Amderma (Амдерма) is een rivier in Rusland, in het autonome district Nenetsië, uitmondend op de Karazee. Aan de monding ligt het gelijknamige plaatsje Amderma.
De rivier start op de oostelijke hellingen van de Paj-Choj en stroomt over het schiereiland Joegor naar de zee. In de rivier bevinden zich stroomversnellingen. Vijf kilometer voor de monding stromen de riviertjes Vodopadny en Sredny in de rivier.
Aan rechterzijde bij de kust bevinden zich zwarte abrupt aflopende kliffen met witte aders en aan linkerzijde bevindt zich een lange zandige landtong, die een lagune afsluit van de zee.